# Digital dannelse
Digital dannelse er evnen til at kunne lokalisere, analysere, evaluere, lagre, organisere, skabe, dele og præsentere information samt til at kommunikere og deltage i kollaborative netværk via internettet. 
Digital dannelse er en analytisk, kritisk og kreativ informationsforståelse som medtænker medieudviklingen. Digital dannelse kommer af det engelske Digital Literacy, som er et begreb der blev udarbejdet af Paul Gilster i 1997. På det tidspunkt formulerede han digital literacy som evnen til, at kunne bruge og forstå digitaliseret information. Der er siden hen blevet udviklet mange forskellige definitioner - nogle mere komplekse end andre. Fælles for dem alle er dog, at digital dannelse stadig handler om det, at kunne begå sig socialt, etisk og kritisk i en digital verden samt evnen til at kunne reflektere over de digitale muligheder og udfordringer. 
En mere omfattende beskrivelse blev udviklet i forlængelse med DigEuLit projektet, hvis opgave var at nå til europæisk enighed omkring begrebet, digital dannelse, og dets anvendelse. Her kom man frem til følgende definition: Digital dannelse er en bevidsthed, holdning og færdigheder for individer til på en hensigtsmæssig måde at kunne bruge digitale ressourcer og kunne facilitere identifikation, adgang, håndtere, integrere, evaluere, analysere og sammenfatte digitale ressourcer, konstruere ny viden, skabe medieudtryk og kommunikere med andre, i en sådan kontekst som vil kunne gøre det muligt at konstruere sociale handlinger, samt det at kunne reflektere over førnævnte proces.

## Færdigheder i digital dannelse
Henry Jenkins foreslår følgende elleve færdigheder:
1. Leg: Evnen til at eksperimentere med sine omgivelser som en slags problemløsning.
2. Performance: Evnen til at adoptere alternative roller med det formål at improvisere og opdage.
3. Simulation: Evnen til at fortolke og konstruere dynamiske modeller af processer i verden.
4. Appropriation: Evnen til meningsfuldt at sample og remixe medieindhold.
5. Multitasking: Evnen til at scanne et miljø og skifte fokus mellem fremtrædende detaljer.
6. Distribueret kognition : Evnen til at vekselvirke meningsfuldt med værktøjer, der udvider mental kapacitet.
7. Collective intelligence (crowdsourcing): Evnen til at organisere viden og videndele for at opnå et fælles mål.
8. Bedømme: Evnen til at vurdere pålidelighed og troværdighed fra forskellige informationskilder.
9. Transmedie-navigation: Evnen til at følge fiktionsverdener og fortællinger på tværs af multiple modaliteter.
10. Netværke: Evnen til at søge, sammenfatte og formidle information.
11. Forhandle: Evnen til at bevæge sig på tværs af fællesskaber for at erkende og respektere forskellige perspektiver og opfange/følge alternative normer.

Der kan identificeres mange forskellige færdigheder og evner, som kan være forbundet med digital dannelse. Modellen til højre er en visualisering af digital dannelse og de mest kendte færdigheder.
- Funktionsfærdigheder
- E-sikkerhed
- Effektiv kommunikation
- Evnen til at kunne finde og vælge information
- Samarbejde
- Kulturel og social forståelse
- Kritisk tænkning og evaluering
- Kreativitet

## Brugen af digital dannelse

### Uddannelse
- At give underviseren og de lærende mulighed for, at kunne identificere digitale elementer som er forbundet med læring. Dette vil sikre at underviseren vil kunne tage de nødvendige foranstaltninger for, at være sikker på at de relevante digitale kompetencer vil kunne blive modtaget. Ligeledes vil dette også gøre, at de lærende vil have en bedre forståelse, og på den måde kunne tilegne sig de nødvendige og relevante digitale kompetencer.
- Kortlægge hvordan at tilegnelsen af digitale kompetencer foregår, og på den måde kunne deltage i aktiviteter som udvikler digital dannelse.
- Digital dannelse vil kunne tilføje klarhed over forståelsen for digital dannelse, hvordan at man kan tilegne sig det samt hvor brugbart det er. Et øget fokus på digital dannelse vil derfor, kunne bidrage til udviklingen af den digitale borger (digitally literate citizens).
- I et felt som det digitale, der løbende udvikler sig, kan det være nyttigt at kunne identificere hvad der er omfatter digital dannelse og hvordan at man kan sørge for, at forudsætningen for undervisning og individets progression kan kortlægges, og på den måde give en følelse af sikkerhed og selvtillid til det at kunne tackle en verden som er digital præget.

### Samfund
- Demokratisk deltagelse og aktivt statsborgerskab
- Vidensøkonomi, konkurrence og muligheder
- Livslang Læring, kulturel udtrykkelse og personlig tilfredsstillelse